# Valmaseda
Valmaseda (oficialmente en euskera: Balmaseda) es un municipio de la comarca de Las Encartaciones y primera villa por fundación (en 1199) del territorio histórico y provincia de Vizcaya, en la comunidad autónoma del País Vasco, España. Cuenta con una población de 7633 habitantes (INE 2024). 

## Geografía

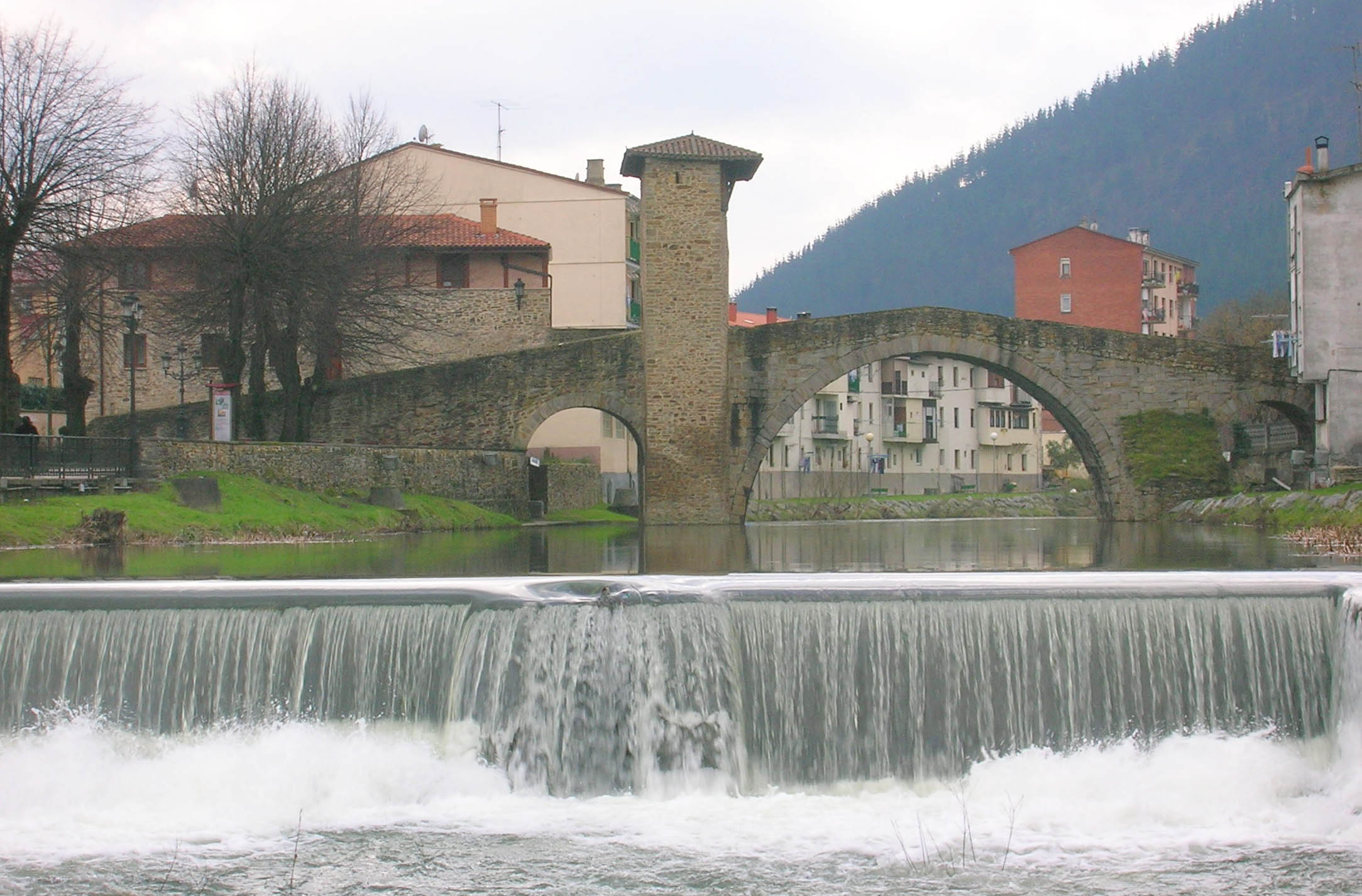
Puente Viejo

Se sitúa en el suroeste de Vizcaya distando unos 33 km de Bilbao, atravesada por las aguas del río Cadagua. Limita al norte con Sopuerta y Arcentales; al sur con el valle de Mena (Burgos); por el este con Zalla y por el oeste con el valle de Mena y Arcentales. En la actualidad tiene una población de 7633 habitantes, siendo la segunda en importancia demográfica de las Encartaciones. Antiguamente el nombre oficial era Valmaseda.
El municipio de Valmaseda se encuentra en un terreno enormemente accidentado, formado por la prolongación de los Montes de Ordunte. Destacan cimas como Coliza (Kolitza), Canto, Terreros y La Garbea. Desde aquí el valle desciende hacia el río Cadagua encontrándose con cimas como los Montes de Sabugal y la campa de los Tueros, así como Arbalitza, en el este. El río Cadagua forma un estrecho valle siendo bañado por los arroyos afluentes de Acebo, Coliza, Tueros y Angostura, y constituye un activo de primera magnitud para el pueblo.
Puede considerarse a Valmaseda dividida en los siguientes sectores:
- Casco Antiguo
- Las Encartaciones
- Presa Encimera
- El Castillo
- Virgen de Gracia
- Santo Domingo
- El Arroyo
- La Magdalena
- San Ignacio
- La Estación
- Nocedal
- Las Tenerías
- Sobremercado
- Arbiz y Barrios
- La Calzada
- La Penilla
- El Páramo
- El Peñueco
- Pandozales
- Las Tenerías

## Toponimia

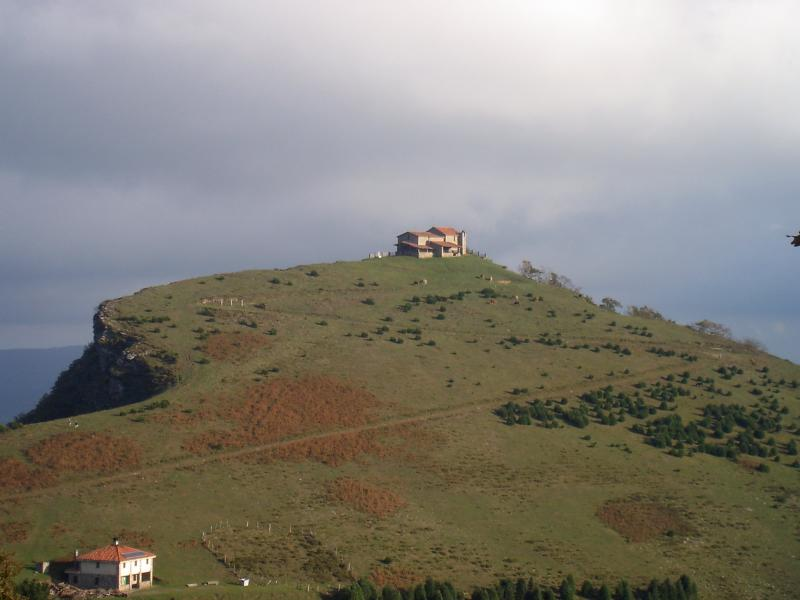
El monte bocinero Coliza

Existen variantes de este nombre en los apellidos: Balmaceda, Balmaceta y ambos también con 'v'.
Su etimología puede explicarse con dos palabras: una en castellano val (valle) y la segunda maseda, aunque sin sentido en castellano, que puede venir del euskera mahatseta (viñedos), por tanto Val-maceta es valle de los viñedos. Existen lugares llamados Matzeta en el Duranguesado.
Otra etimología propuesta es la siguiente: Val maceda (maseda), valle de los manzanos, del latín mattiana, 'manzana', maceda, 'manzanal' o 'manzano'.
Según Isaac Moreno Gallo, autor de Vías romanas en Castilla y León, el significado de Valmaseda derivaría de la palabra árabe manzil (del lat. mansio)> árabe vulgar mazal o masal, 'parador', 'venta'. Val massada en la hoy Valmaseda de Vizcaya, en la vía del puerto de las Muñecas.

## Historia

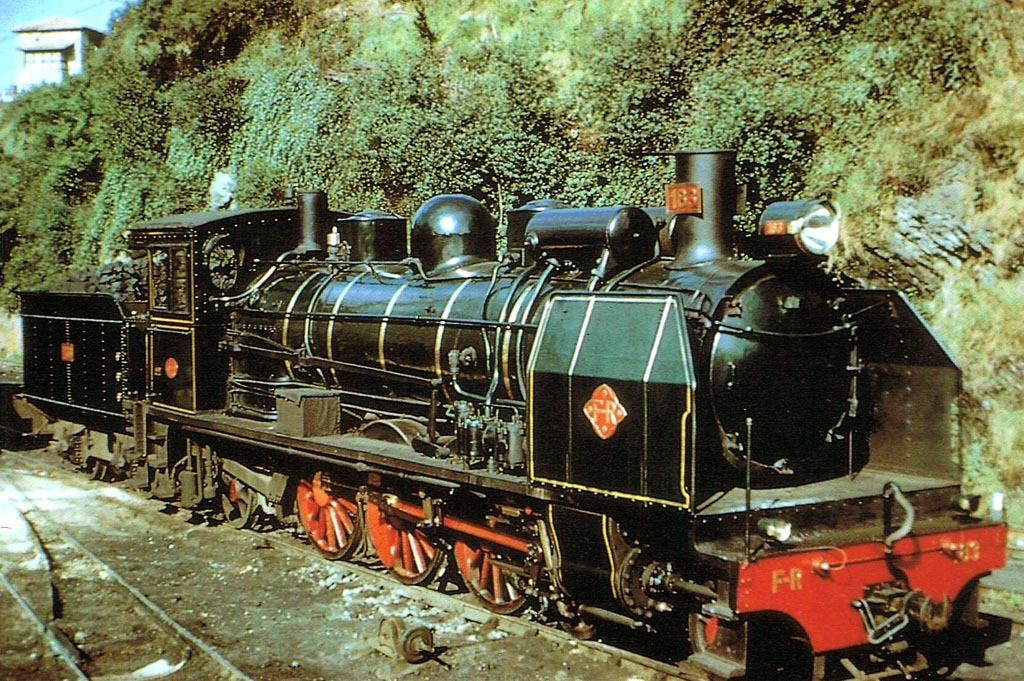
Una locomotora del ferrocarril de La Robla, en la estación de Valmaseda, en los años 1960

A pesar de huellas de vida humana en el territorio desde la prehistoria, la primera noticia cierta de asentamiento humano data del 24 de enero de 1199, año de fundación de la villa de Valmaseda por Lope Sánchez de Mena, señor de Bortedo, que le entrega el Fuero de Logroño, siendo la primera villa fundada en el Señorío de Vizcaya. Las razones para la fundación de la villa fueron, fundamentalmente, el buen emplazamiento para la construcción de una ciudad fortificada entre las montañas y el río, y las favorables rutas comerciales entre Castilla y Vizcaya debido a la existencia de la antigua calzada romana. No obstante, está documentado que, el año de fundación de Valmaseda (Balmaseda) es el 735 por el rey de Asturias Don Pelayo, para frenar el avance de los moros por ese lugar. Este dato está signado en el libro Historia general de Vizcaya por Juan Ramón de Iturriza y Zabala 1884.
Por ello, la villa de Valmaseda se convirtió en plaza comercial y aduanera de importancia. En sus cantones se crearon comercios, mesones, industrias artesanales, herrerías, etc. así como una importante comunidad judía que prosperó hasta su expulsión.
Al abrirse otra ruta comercial de Castilla a Vizcaya por la ciudad de Orduña, el comercio por Valmaseda decreció durante el siglo XVIII. La guerra de Independencia, las guerras carlistas, así como la guerra civil española afectaron enormemente a Valmaseda por su importancia estratégica.

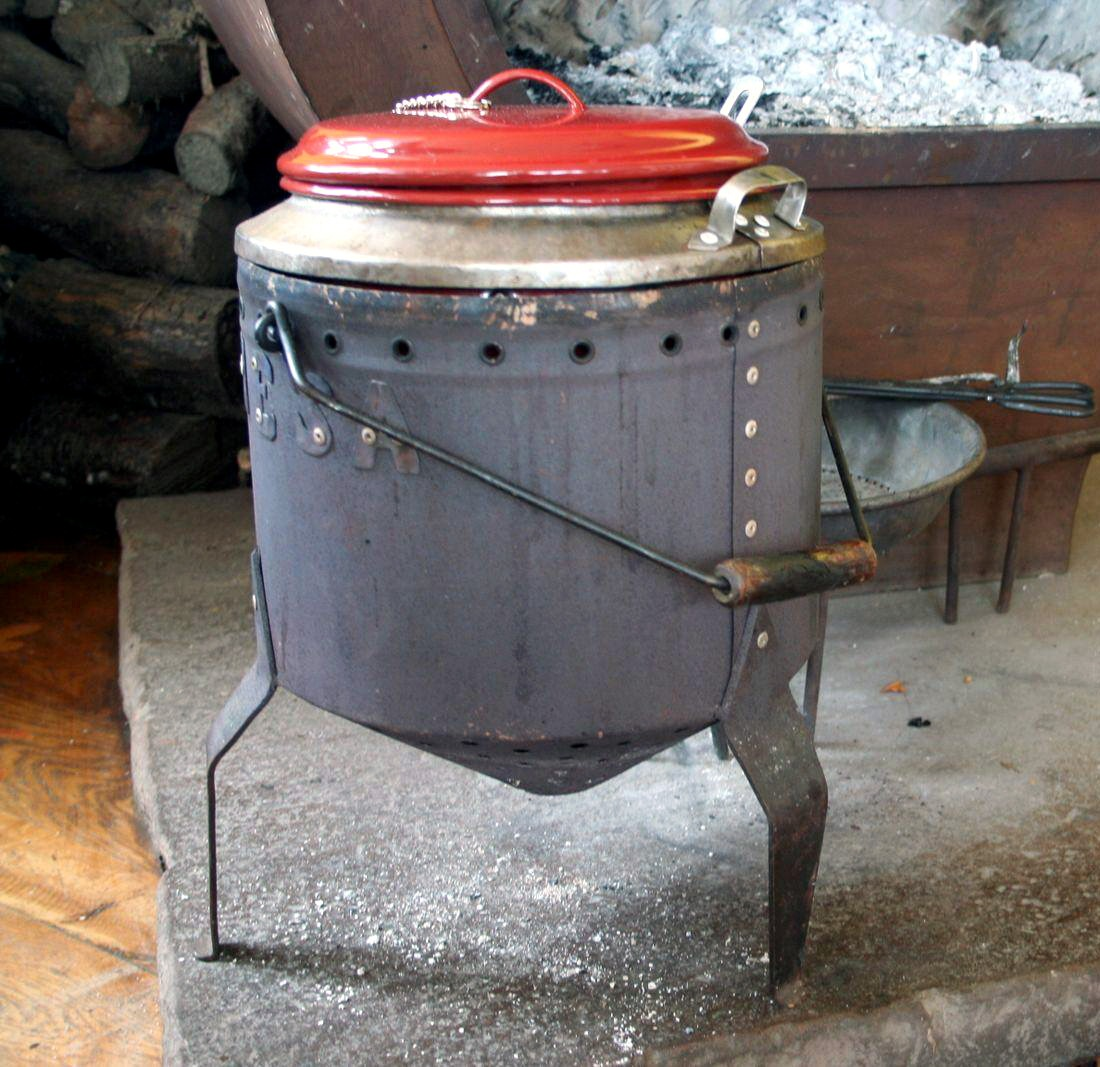
Una puchera ferroviaria

A pesar de esto, la llegada de ferrocarriles y de la industrialización a principios del siglo XX marcó una nueva era económica en Valmaseda. El Ferrocarril de La Robla, con sus talleres y sus servicios, acercó hasta Valmaseda a gentes de otras regiones, facilitando un reflote demográfico importante.

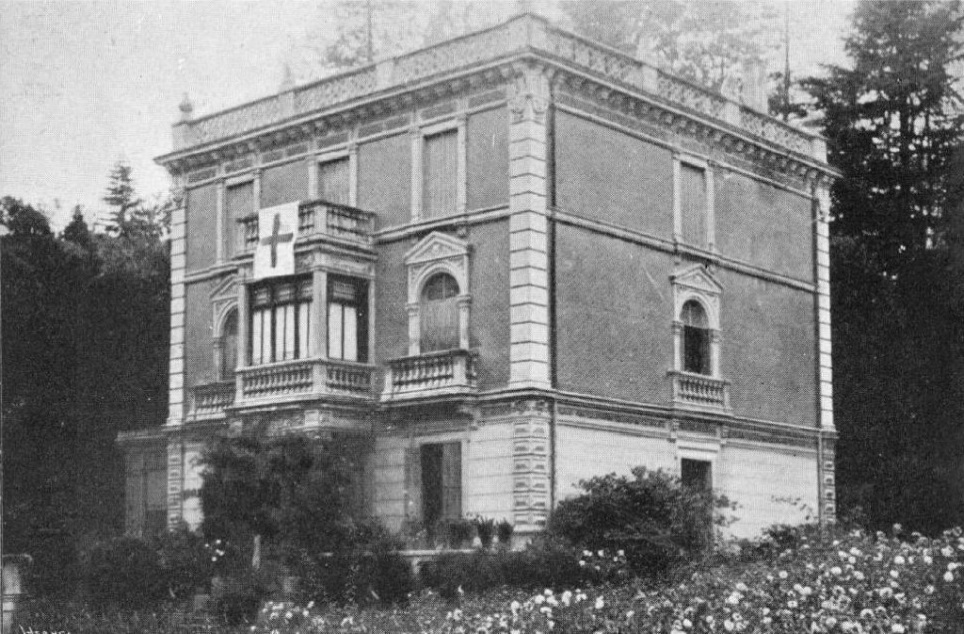
Fotografía del chalet de la familia Mendia en 1937, cuando era utilizado como hospital.

En el año 1937 La Guerra Civil en Balmaseda y Las Encartaciones se dejó notar en la Batalla del Kolitza y demás acciones que se dieron en pueblos vecinos. Entre abril y agosto de 1937, Valmaseda sufrió quince bombardoes y ametrallamientos por parte de la aviación sublevada. Además en junio y julio de ese año, la zona de Valmaseda sufrió dos bombardeos por la aviación republicana.
Con grandes problemas para su desarrollo urbanístico, debido a la falta de espacio, y con los sectores industriales en crisis, Valmaseda intenta hoy mantener su importancia a base de renovación industrial (Polígono El Páramo) y desarrollando una creciente actividad en servicios, así como el turismo, por sus atractivos monumentales y culturales.
En mayo del 2016 se acordó el regreso de Valmaseda a la Mancomunidad de Las Encartaciones, de la que se había salido en el año 2001. La inclusión se llevó a cabo con los votos a favor de PNV, Avant Gordexola y Agrupación Electoral Independiente, tres abstenciones de EH Bildu y el voto en contra de Zalla Bai y Karrantza Zabala. El equipo de gobierno de Carranza presentó un recurso judicial en nombre del grupo municipal, por el contrario el alcalde de Zalla, Javier Portillo Berasaluze, presentó el recurso judicial contra la adhesión en nombre del Ayuntamiento de Zalla.

## Demografía
Valmaseda cuenta con una población de 7633 habitantes (INE 2024).
| Gráfica de evolución demográfica de Valmaseda entre 1842 y 2021 |
| |
| Población de derecho según los censos de población del INE Población de hecho según los censos de población del INEEn estos censos se denominaba Valmaseda: 1842, 1877, 1887, 1897, 1900, 1910, 1920, 1930, 1940, 1950, 1960, 1970 y 1981 En estos censos se denominaba Valmaseda o Balmaseda: 1857 y 1860 |

| Gráfica de evolución demográfica de Valmaseda (municipio) entre 1900 y 2010                                                                                 |
| |
| Población de hecho (1900-1981) según los censos de población del INE. Población de derecho (1990-2010), población según el padrón municipal, datos del INE. |

### Población por núcleos
| Núcleos    | Habitantes (2010) | Varones | Mujeres |
| ---------- | ----------------- | ------- | ------- |
| Valmaseda  | 7312              | 3556    | 3787    |
| Pandozales | 33                | 15      | 18      |
| Peñueco    | 21                | 8       | 13      |

## Economía
La base de la economía valmasedana se concentra fundamentalmente en dos ramas productivas: el metal y el mueble. La industria del metal se especializa en la fundición y los laminados, mientras que el mueble, tanto el artesanal, como el comercial, presenta una gran tradición en la Villa, no en vano, se la conoce como Valmaseda, Ciudad del Mueble.

## Administración y política

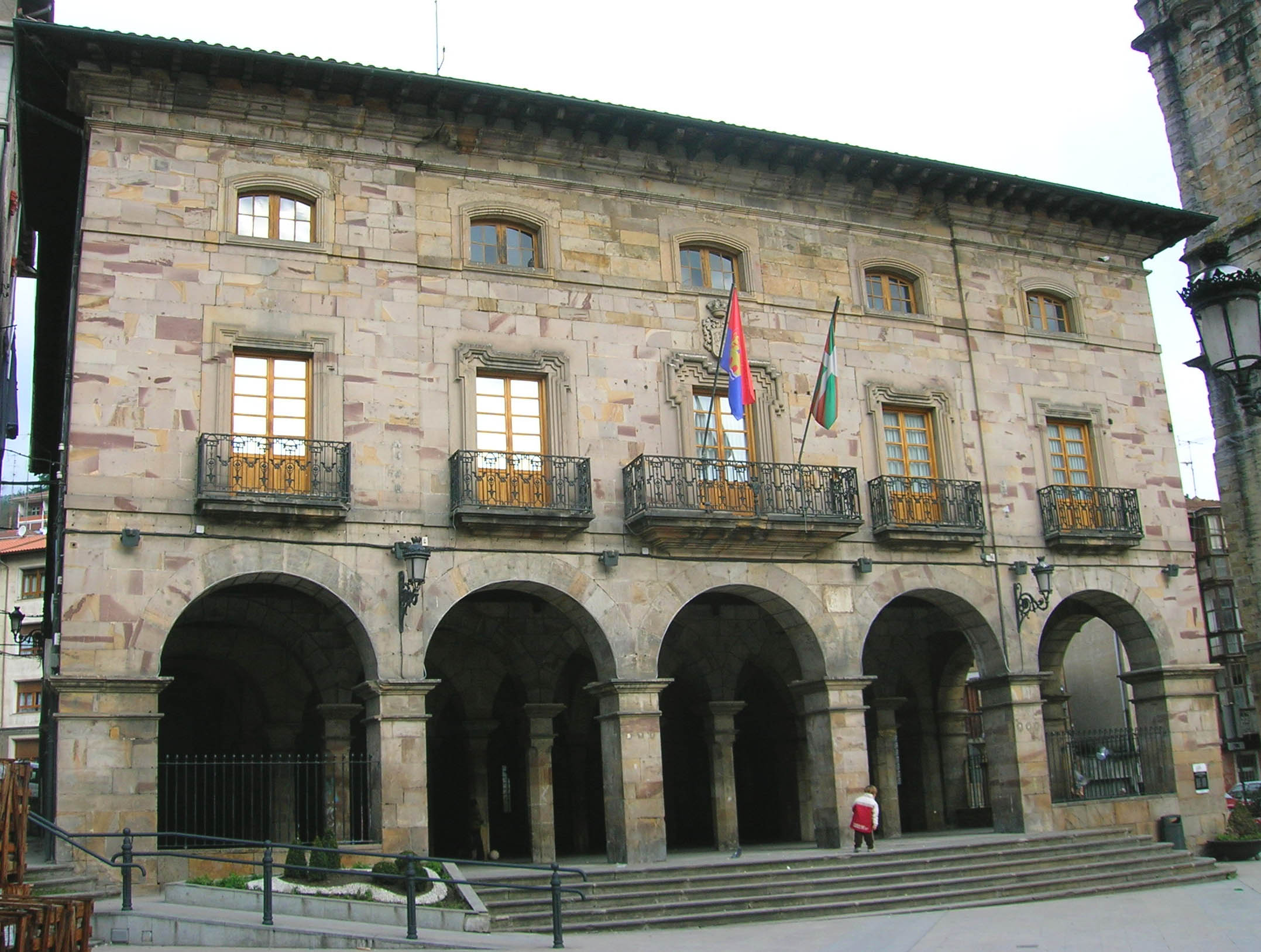
Ayuntamiento de Valmaseda

| Periodo   | Nombre                          | Partido | Partido                                                      |
| --------- | ------------------------------- | ------- | ------------------------------------------------------------ |
| 1979-1987 | Arturo Goffard Castresana       |         | Euzko Alderdi Jeltzalea-Partido Nacionalista Vasco (EAJ-PNV) |
| 1987-1999 | Jesús Suso Sainz                |         | Euzko Alderdi Jeltzalea-Partido Nacionalista Vasco (EAJ-PNV) |
| 1999-2013 | Joseba Mirena Zorrilla Ibáñez   |         | Euzko Alderdi Jeltzalea-Partido Nacionalista Vasco (EAJ-PNV) |
| 2013-2019 | Álvaro Parro Betanzos           |         | Euzko Alderdi Jeltzalea-Partido Nacionalista Vasco (EAJ-PNV) |
| 2019-2023 | Aitor Larrínaga García          |         | Candidatura Local Independiente (CLI)                        |
| 2023-act. | Alfonso San Vicente de la Horra |         | Euzko Alderdi Jeltzalea-Partido Nacionalista Vasco (EAJ-PNV) |

| Partido político                                              | 2023  | 2023       | 2019  | 2019       | 2015  | 2015       | 2011  | 2011       | 2007  | 2007       | 2003        | 2003        | 1999  | 1999       | 1995  | 1995       | 1991  | 1991       |
| Partido político                                              | %     | Concejales | %     | Concejales | %     | Concejales | %     | Concejales | %     | Concejales | %           | Concejales  | %     | Concejales | %     | Concejales | %     | Concejales |
| Euzko Alderdi Jeltzalea-Partido Nacionalista Vasco (EAJ-PNV)  | 39,54 | 6          | 36,24 | 5          | 43,57 | 6          | 47,72 | 7          | 45,09 | 7          | 49,16       | 8           | 32,63 | 5          | 33,82 | 5          | 44,89 | 7          |
| Candidatura Local Independiente (CLI)                         | 33,38 | 5          | 37,89 | 6          | 25,78 | 4          | 14,76 | 2          | 18,32 | 2          | 26,96       | 4           | 28,34 | 4          | 23,77 | 3          | 12,67 | 2          |
| Euskal Herria Bildu (EH Bildu)-Bildu                          | 12,77 | 1          | 12,38 | 1          | 14,32 | 2          | 15,04 | 2          | —     | —          | —           | —           | —     | —          | —     | —          | —     | —          |
| Partido Socialista de Euskadi-Euskadiko Ezkerra (PSE-EE PSOE) | 12,77 | 1          | 11,01 | 1          | 12,53 | 1          | 16,98 | 2          | 25,36 | 4          | 11,29       | 1           | 9,09  | 1          | 18,02 | 2          | 18,07 | 2          |
| Partido Popular del País Vasco (PP)                           | 5,99  | 0          | 1,10  | 0          | 2,61  | 0          | 3,12  | 0          | 3,01  | 0          | 2,31        | 0           | 3,23  | 0          | 7,05  | 1          | 3,67  | 0          |
| Ezker Batua-Berdeak (EB-B)                                    | —     | —          | —     | —          | —     | —          | 0,86  | 0          | 1,43  | 0          | —           | —           | —     | —          | 2,09  | 0          | —     | —          |
| Eusko Alkartasuna (EA)                                        | —     | —          | —     | —          | —     | —          | —     | —          | 4,82  | 0          | 4,06        | 0           | 5,09  | 1          | 6,26  | 1          | 8,98  | 1          |
| Agrupación Villa de Balmaseda (AVB)                           | —     | —          | —     | —          | —     | —          | —     | —          | —     | —          | 5,66        | 0           | 9,65  | 1          | —     | —          | —     | —          |
| Euskal Herritarrok (EH)-Herri Batasuna (HB)                   | —     | —          | —     | —          | —     | —          | —     | —          | —     | —          | Ilegalizado | Ilegalizado | 9,42  | 1          | 7,63  | 1          | 11,13 | 1          |

Elecciones municipales de 2019
Hasta 2019 el PNV fue el partido más votado en Valmaseda desde 1979 y ostentó la alcaldía durante ese periodo. Sin embargo, en las elecciones de 2019 se produjo un vuelco electoral, obteniendo la candidatura el CLI, resultando elegido en la alcaldía su cabeza de lista, Aitor Larrínaga García con el voto del concejal de EH Bildu que fue clave para investir la Candidatura Local Independiente de Valmaseda al perder el PNV uno de sus coporativos. Cuatro años más tarde, el PNV se impuso a los independientes del CLI y ganó Balmaseda de nuevo.

## Cultura

### Patrimonio
Parroquia de Santo Cristo de San Severino
Es un edificio gótico del siglo XIV o XV con un exterior barroco debido a una reforma realizada en el siglo XVIII dirigida por el carmelita navarro fray Marcos de Santa Teresa. La impronta de la fachada y la torre, con sus frontones, pináculos, cornisas... es barroca pero se mantienen las portadas y ventanales en su gótico original. El interior, realizado en tres naves escalonadas y en cuatro tramos, el segundo es un crucero trasversal en altura, que culmina en un ábside poligonal con grandes ventanales verticales, es puramente gótico. Un gótico ya amduro que corresponde al segundo cuarto del siglo XV y tiene relación con la escuela castellana que deriva de la catedral de Burgos. Las naves y los tramos están conformados mediante sendos pilares de fuste redondo de nervios simples en las laterales y octopartitas en las centrales. Los nervios suben a las bóvedas formado la crucería de las mismas tan típica del gótico. 
La torre se ubica a los pies del lado izquierdo. Es un campanario barroco en consonancia con la fachada del templo. Se levantó en el año 1726 bajo la dirección de Lázaro de Incera. Los arcángeles hastiales fueron obra de Joaquín de Liermo y Andrés de Monasterio en el año 1734. El templo se completa con dos capillas ubicadas en la parte norte. La capilla del cristo o de Urrutia es de estilo renacentista y obedece al planteamiento de capilla ochavada burgalesa, donde se pasa de la planta cuadrada a la bóveda estrellada mediante un sistema de trompas decoradas con caireles. La capilla fue construida a despensas de Juan de Urritia, comerciante de Valmaseda afincado en Sevilla, por el cantero cántabro Juan de Rasines entre los años 1541 y 1545.La otra es la capilla de los Cuadra-Mollinedo.
El mobiliario de la iglesia es escaso, destaca el órgano y el retablo del Santo Cristo que se encuentra en la capilla de Urrutia que data de 1533 y es de estilo flamenco renacentista. En 1928 el arquitecto Manuel María Smith realizó en el bajo de la torre un entorno neorrománico. En las paredes hay varios sepulcros encastrados, unos góticos y otros, ubicados a al derecha del altar, con motivos modernistas realizados a principios del siglo XX por los barceloneses Querol y Quintana. El conjunto fue declarado bien de interés cultural en 1984.
Otros
- Iglesia de San Juan. Aunque el templo data del siglo XV, su torre es de 1732 y el pórtico del XIX.

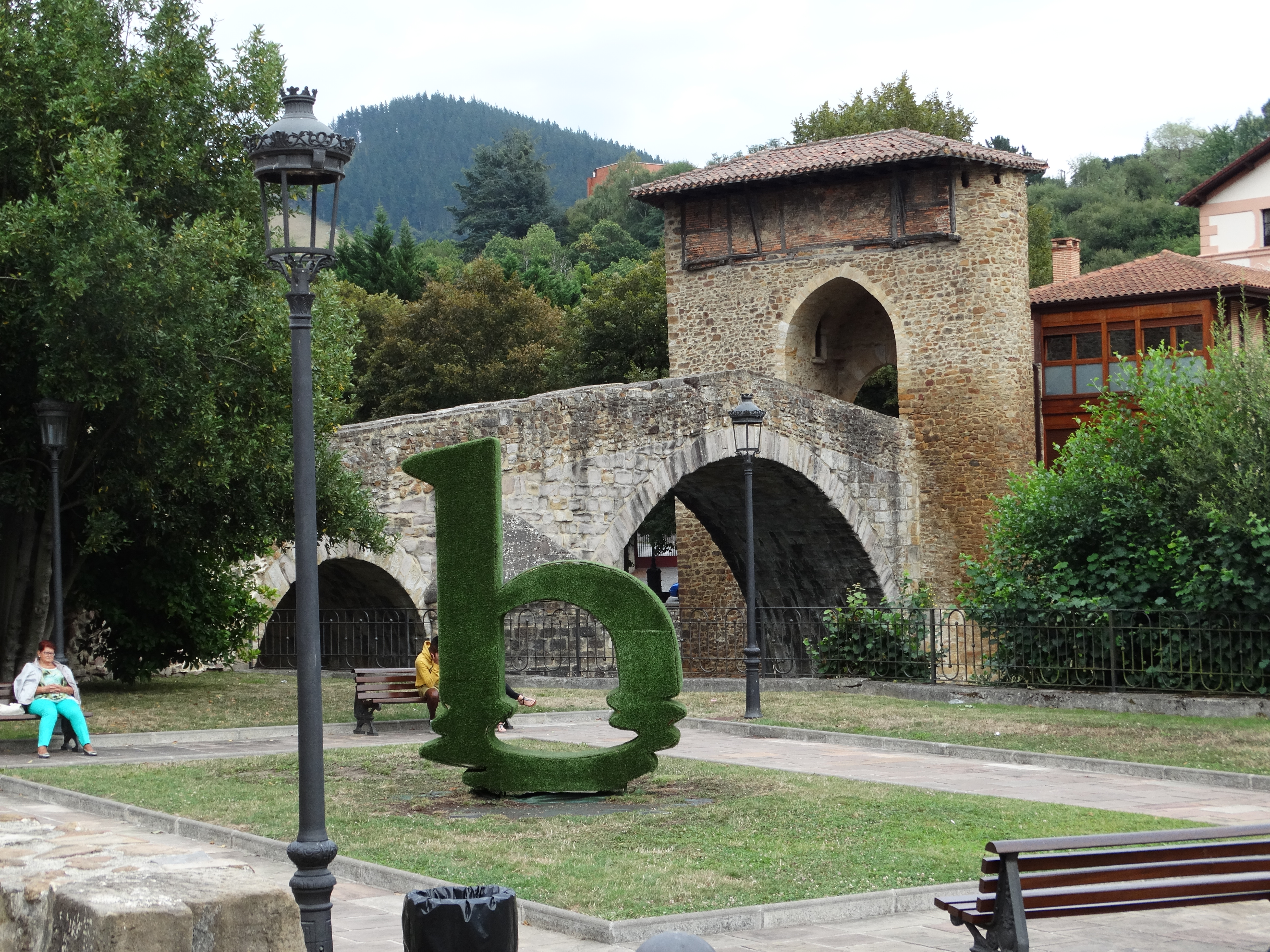
Puente medieval sobre el Cadagua

- Puente de la Muza o puente Viejo, puente de entrada a la villa. Es románico, del siglo XIII. Declarado bien de interés cultural en 1984.[16][17]
- Casa consistorial. Aunque el edificó es de origen barroco (siglo XVIII) ha sufrido diversas reformas que han modificado su aspecto.
- Monasterio de Santa Clara, del siglo XVII, ha sido restaurado para devolverle su aspecto original. Hoy es un hotel.
- Palacio Horcasitas o Buniel, edificado en el siglo XVII, fue propiedad de la familia Horcasitas y Aduana de Valmaseda.
- Palacio Urrutia, mansión clasicista, data del siglo XVII.
- Ermita de San Sebastián y San Roque, ermita románica del siglo XIII.
- Fábrica de boinas La Encartada

### Fiestas

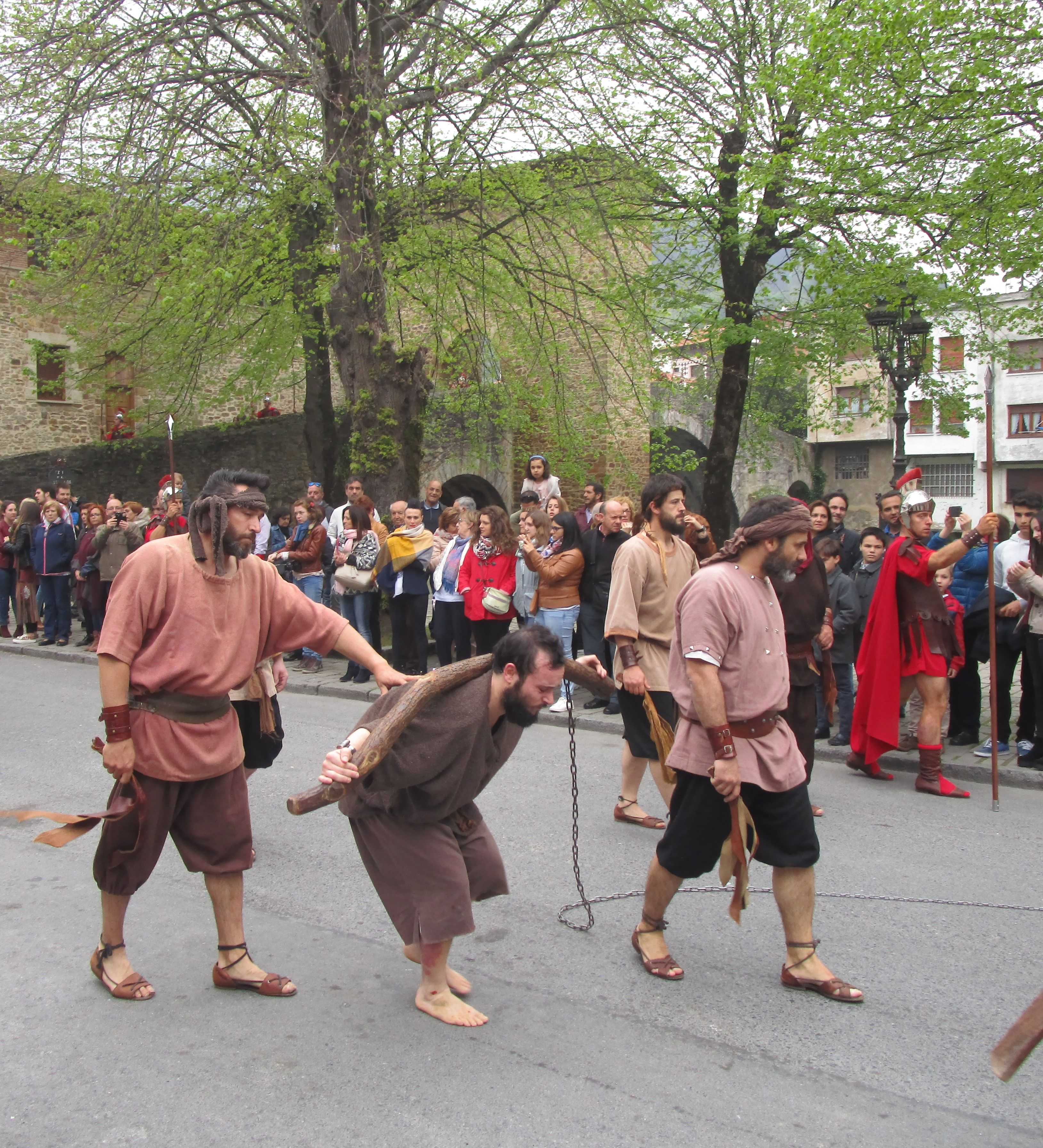
Pasión viviente tras pasar el puente Viejo

- Carnaval: fiesta popular con carrozas, concursos, disfraces, pasacalles, danzas y verbenas.
- Mercado Medieval: se llevó a cabo por primera vez con objeto de la celebración del VIII Centenario de la fundación de la villa, tal fue el éxito que se celebra todos los años desde entonces.
- Subida al Monte Coliza: víspera de la Pascua de Pentecostés. Subida al monte, romería en la ermita y bajada a la plaza de San Juan.
- Nuestra Señora de El Carmen: el 16 de julio se celebran estas fiestas populares donde destacan los festejos taurinos.
- San Severino: 23 de octubre, son las fiestas patronales. El Concurso de Pucheras destaca sobremanera, además de pasacalles, fanfarrias, juegos infantiles, actos culturales y deportivos, danzas conciertos y verbenas, etc.
- Pasión Viviente de Valmaseda: más de 600 vecinos de la Villa representan por sus calles La última cena, La oración del huerto, El juicio ante el Sanhedrín, El prendimiento y la Crucifixión de Cristo. Jueves y Viernes Santo.

## Ciudades hermanadas
- San Severino Marche (Italia)
- Balmaceda (Chile)
- Tifariti (Sahara Occidental)